# Pushkino
Pushkino (en arménien Պուշկինո ) est une communauté rurale du marz de Lorri en Arménie. En 2008, elle compte 257 habitants.